# 短吻粗吻海龍
短吻粗吻海龍（学名：Trachyrhamphus bicoarctatus），為輻鰭魚綱棘背魚目海龍魚科的其中一種，分布於印度西太平洋區，包括東非、紅海、模里西斯、塞席爾群島、留尼旺、馬爾地夫、中國、台灣、日本、泰國、越南、印尼、菲律賓、澳洲、新喀里多尼亞等海域，棲息深度1-42公尺，體褐色，具有小斑點，體長可達40公分，棲息在亞潮間帶或潟湖或礁石區生長海草的海域，卵胎生。